# Когоктон (селище, Нью-Йорк)
Когоктон (англ. Cohocton) — селище (англ. village) в США, в окрузі Стубен штату Нью-Йорк. Населення — 703 особи (2020).

## Географія
Когоктон розташований за координатами 42°30′0″ пн. ш. 77°30′0″ зх. д. / 42.50000° пн. ш. 77.50000° зх. д. (42.499930, -77.500006).  За даними Бюро перепису населення США в 2010 році селище мало площу 3,89 км², уся площа — суходіл.

## Демографія
Згідно з переписом 2010 року, у селищі мешкало 838 осіб у 311 домогосподарстві у складі 222 родин. Густота населення становила 215 осіб/км².  Було 358 помешкань (92/км²).
Расовий склад населення:
| - 96,8 % — білих - 0,4 % — чорних або афроамериканців - 0,1 % — корінних американців - 0,1 % — азіатів |

До двох чи більше рас належало 2,6 %. Частка іспаномовних становила 1,3 % від усіх жителів.
За віковим діапазоном населення розподілялося таким чином: 27,3 % — особи молодші 18 років, 60,3 % — особи у віці 18—64 років, 12,4 % — особи у віці 65 років та старші. Медіана віку мешканця становила 38,8 року. На 100 осіб жіночої статі у селищі припадало 93,5 чоловіків;  на 100 жінок у віці від 18 років та старших — 98,4 чоловіків також старших 18 років.
Середній дохід на одне домашнє господарство  становив 50 360 доларів США (медіана — 39 531), а середній дохід на одну сім'ю — 53 807 доларів (медіана — 40 781). Медіана доходів становила 47 740 доларів для чоловіків та 23 750 доларів для жінок. За межею бідності перебувало 26,2 % осіб, у тому числі 36,4 % дітей у віці до 18 років та 10,9 % осіб у віці 65 років та старших.
Цивільне працевлаштоване населення становило 375 осіб. Основні галузі зайнятості: освіта, охорона здоров'я та соціальна допомога — 24,0 %, виробництво — 18,1 %, роздрібна торгівля — 12,0 %, будівництво — 8,0 %.